# Микстат (гмина)
Микстат (пол. Mikstat) — гмина (волость) в Польше, входит как административная единица в Остшешувский повет, Великопольское воеводство. Население — 6246 человек (на 2004 год).

## Соседние гмины
1. Гмина Грабув-над-Проснон
2. Гмина Остшешув
3. Гмина Пшигодзице
4. Гмина Серошевице